# 杜哲文
杜哲文（英語：Jack Ven Tu，1965年3月1日—2018年5月30日）是一位加拿大华裔心脏病学家。

## 生平
1965年出生于台北市，两岁时随父母移民加拿大，毕业于西安大略大学和多伦多大学博士毕业于哈佛大学。之后在多伦多大学任教。被选为加拿大健康科学院院士。
2018年5月30日因病去世，享年53岁。